# Янченко Григорій Миколайович
Григорій Миколайович Янченко (народився 3 липня 1947) — український військовий волонтер, переможець конкурсу «Благодійна херсонщина»—2014 та Національного конкурсу «Благодійна Україна»—2014 (номінація: «Благодійник — фізична особа»), серпень 2015 — почесний громадянин Херсона. Лицар ордену «Народний Герой України».

## Життєпис
Народився 3 липня 1947 року у м. Ічня, Чернігівської області, в сім'ї робочих.
У 1954 році пішов до школи, закінчив дев'ять класів Ічнявської середньої школи № 1. Поступив до Авдіївського ПТУ № 96, яке закінчив у 1963 році.
У 1966 році був призваний до лав Радянської Армії, проходив службу у місті Псков у Псковській дивізії, яка брала участь у придушенні повстання в Чехословаччині, де Григорій отримав численні осколкові поранення в 1968 році. Після демобілізації працював на ДСК міста Херсона. 
На початку дев'яностих розвинулася гангрена в кінцівках через давні поранення, внаслідок численних операцій Григорій став інвалідом та вийшов на пенсію..
Почав займатися волонтерством в 2014 році.
Маючи обмежені фізичні можливості як інвалід-колясочник (не має ніг та пальців рук) під час війни на Сході України на березень місяць 2015 року зібрав понад 300 тисяч гривень на потреби українського війська.
На виборах до Херсонської обласної ради 2015 року балотувався від партії «УКРОП». На час виборів проживав у Херсоні, був пенсіонером.
До кінця 2021 року зібрав 4 мільйони гривень для української армії.
Після початку відкритого воєнного нападу Росії на Україну 24 лютого 2022 року почав з'являтись у людних містах Херсона, де вмикав гімн України. Такі відео стали популярними у соцмережах як приклад незламності духа херсонців.
У вересні 2022 року був евакуйований з м. Херсон.
Із початку 2024 року почав їздити великими містами України, щоб розширити «географію свого волонтерства». Уже встиг відвідати 25 міст. Збирає в основному на дрони та Starlink, підтримує 25-ту і 59-ю бригади. Щомісяця він їздить на фронт, щоб особисто передати допомогу.
25 листопада 2024 року в межах програми адвокаційних проєктів «DOCU ДІЄ 3.0» в Музеї національно-визвольної боротьби Тернопільщини відбувся перегляд документального фільму режисера Сергія Лисенка «Південний кордон» за участі Григорія Янченка («Дяді Гріші»).

## Нагороди
- Відзнака Президента України «Золоте серце» (5 грудня 2023) — за вагомий особистий внесок у надання волонтерської допомоги та розвиток волонтерського руху, зокрема під час здійснення заходів із забезпечення оборони України, захисту безпеки населення та інтересів держави у зв'язку з військовою агресією Російської Федерації проти України та подолання її наслідків[14][15]